# Kevin Killian

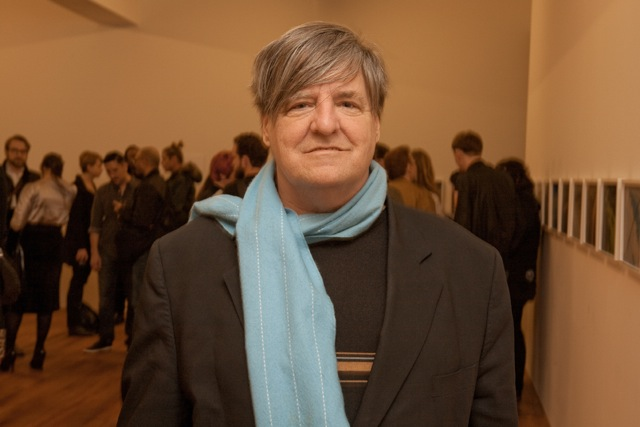
Kevin Killian (2012)

Kevin Killian (* 24. Dezember 1952 in Smithtown (New York); † 15. Juni 2019 in San Francisco) war ein US-amerikanischer Autor, Dichter und Dramatiker.

## Leben
In den 1970er-Jahren studierte Killian an der Stony Brook University und zog 1980 nach San Francisco. Er verfasste mehrere Romane, Gedichte, Kurzgeschichten und zahlreiche Theaterstücke. Er war Vorsitzender der Organisation Small Press Traffic in Kalifornien. Im Juni 2019 starb Killian im Alter von 66 Jahren an Krebs. Er war 34 Jahre lang mit der queeren Autorin Dodie Bellamy verheiratet.

## Auszeichnungen und Nominierungen
- 2010: Lambda Literary Award, Kategorie „Gay Erotica“, ausgezeichnet für Impossible Princess
- 2009: Lambda Literary Award, Kategorie „Gay Poetry“, nominiert als Herausgeber (zus. mit Peter Gizzi) mit  My Vocabulary Did This to Me: The Collected Poetry of Jack Spicer
- 1997: PEN Oakland/Josephine Miles Literary Award für Little Men

## Werke (Auswahl)

### Kurzgeschichten
- Little Men, Hard PressInc, 1996, ISBN 978-1-889097-01-5.
- Argento series, Krupskaya, 2001, ISBN 978-1-928650-10-2.
- I Cry Like a Baby, Painted Leaf Press, 2001, ISBN 978-1-891305-66-5.
- Action Kylie, In Girum Imus Nocte Et Consumimur Igni, 2008, ISBN 978-1-934639-00-9.
- Impossible Princess, City Lights Publishers, 2009, ISBN 978-0-87286-528-0.
- Tweaky Village, Wonder, 2014, ISBN 978-0-9895985-2-1.
- Tony Greene Era, Wonder, 2017, ISBN 978-0-9895985-7-6.

### Romane
- Shy, Crossing Press, 1989, ISBN 978-0-89594-348-4.
- Bedrooms Have Windows, Amethyst Press, 1989, ISBN 978-0-927200-01-1.
- Arctic Summer, (1st Hard Candy ed.). New York: Hard Candy Books, 1997, ISBN 978-1-56333-514-3.
- Spreadeagle, Portland, Oregon: Publication Studio, 2012, ISBN 978-1-935662-09-9.

### Biografie
- Poet Be Like God (gemeinsam mit Lewis Ellingham), Wesleyan University Press, 1998 ISBN 978-0-8195-5308-9.

### Edierte Werke
- The Wild Creatures by Sam D’Allesandro, Suspect Thoughts Press, 2005, ISBN 978-0-9763411-1-6.
- My Vocabulary Did This to Me: The Collected Poetry of Jack Spicer (gemeinsam ediert mit Peter Gizzi), Wesleyan University Press, 2008, ISBN 978-0-8195-7090-1.
- The Kenning Anthology of Poets Theater: 1945–1985 (gemeinsam ediert mit David Brazil), Kenning Editions, 2010, ISBN 978-0-9767364-5-5.
- Writers Who Love Too Much: New Narrative Writing 1977–1997 (gemeinsam ediert mit Dodie Bellamy), Nightboat Books, 2017, ISBN 978-1-937658-65-6.

### Bühnenstücke
- Stone Marmalade (gemeinsam mit Leslie Scalapino), Singing Horse Press, 1996, ISBN 978-0-935162-16-5.
- Often (gemeinsam mit Barbara Guest), Kenning Editions, 2001, ISBN 978-0-01-526342-3.
- Island of Lost Souls, Nomados, 2004, ISBN 978-0-9731521-4-2.